# Trachyuropoda borinqueni
Trachyuropoda borinqueni es una especie de arácnido del orden Mesostigmata de la familia Trachyuropodidae.

## Distribución geográfica
Se encuentra en Puerto Rico.